# چارلز نایت
چارلز نایت (انگلیسی: Charles R. Knight؛ ۲ اکتبر ۱۸۷۴ – ۱۵ آوریل ۱۹۵۳) یک هنرمند، و نقاش اهل ایالات متحده آمریکا بود. نقاشی های او برای به تصویر کشیدن دایناسورها، حیوانات ماقبل تاریخ و به طور کلی حیات وحش معروف هستند.